# Pd12
Pd12 – polskie oznaczenie PKP austriackiego parowozu pospiesznego serii kkStB 6, o układzie osi 2'B. Parowóz wykorzystywał parę nasyconą i silnik sprzężony. Zbudowano 68 lokomotyw tej serii, z czego w okresie międzywojennym na PKP pracowało 9 maszyn.

## Historia
Parowóz pospieszny serii 6 c.k. Kolei Państwowych (kkStB) został skonstruowany przez Karla Gölsdorfa, który był konstruktorem w państwowej fabryce StEG. W porównaniu z wcześniejszymi austriackimi lokomotywami pociągów osobowych, Gölsdorf zastosował w nim wysoko podniesiony kocioł, aby zwiększyć powierzchnię rusztu i umożliwić wydajniejsze opalanie gorszymi gatunkami węgla, tym samym zwiększyć moc lokomotywy. W latach 1894–1898 wyprodukowano 68 lokomotyw serii 6 w trzech austriackich fabrykach: StEG, Wiener Neustädter Lokomotivfabrik (WNL) i Lokomotivfabrik Floridsdorf (WLF). Otrzymały one na kolei numery od 601 do 668, od 1905 roku zmienione na 6.01 do 6.68.
Lokomotywy serii 6 stanowiły znaczny postęp w stosunku do najliczniejszych parowozów osobowych serii 4 i pozwoliły znacząco skrócić czas przejazdu pociągów pospiesznych między głównymi miastami Austro-Węgier. Mimo prędkości konstrukcyjnej 90 km/h, lokomotywy te rozwijały prędkość aż do 130 km/h.
Po I wojnie światowej austro-węgierskie lokomotywy zostały rozdzielone pomiędzy nowo powstałe państwa. 20 przeszło na Koleje Austriackie (BBÖ).
Polskie Koleje Państwowe otrzymały 9 lokomotyw, oznaczonych jako seria Pd12 (numery Pd12-1 do Pd12-9). Po II wojnie światowej nie było ich już na PKP.
Najwięcej – 32 lokomotywy znalazły się w Czechosłowacji, z czego 28 weszło do eksploatacji na kolejach ČSD, otrzymując oznaczenie jako seria 264.0 (numery 264.001 do 264.028). Służyły one do 1941 roku. Pięć lokomotyw znalazło się po I wojnie światowej w ZSRR (m.in. dwie na Kolei Władykaukaskiej).

## Opis
Parowóz pospieszny z dwucylindrowym silnikiem sprzężonym, na parę nasyconą, o układzie osi 2'B. Kocioł był dość wysoko podniesiony (oś kotła na wysokości 2590 mm), o sporej powierzchni ogrzewalnej i dużym ruszcie (2,9 m²), bez przegrzewacza. Kocioł miał 205 płomieniówek. Parowóz posiadał ciekawą, charakterystyczną dla niektórych austriackich parowozów architekturę, dzięki dwóm kołpakom na górze kotła, połączonym poziomą rurą z dwoma zaworami bezpieczeństwa na niej, pełniącą rolę osuszacza pary. Tylny kołpak mieścił zbieralnik pary, a przedni przepustnicę suwakową. Z pierwszego kołpaka był po prawej stronie wyprowadzony zewnętrzny przewód pary do prawego cylindra (wysokoprężnego). Typowo dla austriackich parowozów, dymnica miała dwudrzwiowe drzwiczki.
Ostoja parowozu była wewnętrzna. Koła napędne miały średnicę 2,1 m, napędzana była pierwsza oś wiązana. Rozstaw sztywny osi wiązanych wynosił 2800 mm. Przedni dwukołowy wózek toczny o dużym rozstawie osi 2700 mm przejmował prawie połowę masy parowozu i osadzony był na obrotowym sworzniu.
Parowóz miał dwucylindrowy silnik sprzężony, z suwakami płaskimi, mechanizmem rozrządu Heusingera i mechanizmem rozruchowym systemu Gölsdorfa. Hamulce były tylko na koła wiązane. Parowozy miały początkowo pojedynczy hamulec podciśnieniowy, a potem w 1901 jako pierwszy typ zostały wyposażone w próżniowy hamulec samoczynny pociągu Hardy’ego.
Na pochyłości do 3‰ parowóz mógł ciągnąć pociąg o masie 210 ton z prędkością 100 km/h, a na pochyłości 10‰ – z prędkością 58 km/h.
Z parowozem stosowano różne typy tendrów, m.in. trzyosiowy o pojemności 16,7 m³ wody i 8,5 t węgla i masie służbowej 39 t (polskie oznaczenie 17C11).
Rozwinięciem konstrukcji lokomotyw serii 6 była seria 106 (Pd13).